# Doca (futebolista)
Alfredo de Almeida Rego ou simplesmente Doca, (Sant'Ana do Livramento, 14 de maio 1905 — Rio de Janeiro, 30 de julho 1988), foi um futebolista brasileiro que atuou como atacante..

## Carreira
Fez parte da delegação da seleção nacional na Copa do Mundo de 1930. Mas ele não foi incluído no elenco de 22 jogadores, assim como Humberto de Araujo Benvenuto.
Seu irmão mais velho Gilberto de Almeida Rego foi árbitro em 3 partidas e bandeirinha em 2 na Copa do Mundo de 1930. Gilberto também integrou a Comissão Técnica da Seleção Brasileira no torneio.
De 1923 a 1935, Doca jogou pelo SC Mackenzie, São Cristóvão e Flamengo. Em 1926, o clube de Doca, São Cristóvão, sagrou-se campeão carioca pela única vez em sua história.
Doca jogou apenas uma partida pela Seleção. Após a Copa do Mundo de 1930, o Brasil jogou uma partida contra o USMNT no Rio. O Brasil venceu por 4–3, Doca marcou um gol.
Alfredo de Almeida Rego foi um dos líderes do time de basquete São Cristóvão. O clube foi campeão carioca por dois anos consecutivos, em 1929 e 1930. O capitão da equipe era o irmão mais velho de Alfredo, o árbitro de futebol Gilberto de Almeida Rego. Outro irmão, Ary de Almeida Rego, também jogou no time.
Alfredo de Almeida Rego viveu mais que todos esses irmãos, morreu de sepse em 30 de julho de 1988 no Rio de Janeiro. A data incorreta da morte de Alfredo em 1956 provavelmente está relacionada a outro irmão, Moacyr de Almeida Rego, que faleceu em 4 de julho de 1956 de infarto do miocárdio.

## Títulos
São Cristovão
- Campeonato Carioca: 1926[4]
- Campeonato Carioca de Basquete: 1929, 1930